# Richard Alan Simmons
Richard Alan Simmons (n. 11 octombrie 1924, Hopewell⁠(d), Pennsylvania, SUA – d. 13 noiembrie 2004, Los Angeles, California, SUA) a fost un scenarist canadiano-american.

## Biografie
Simmons s-a născut în orașul Toronto (Ontario, Canada) și a servit în Royal Canadian Air Force în timpul celui de-al Doilea Război Mondial. După război, a absolvit cursurile Universității din Toronto și apoi s-a mutat în California, unde a obținut un loc de muncă ca redactor de știri și scenarist de piese teatrale radiofonice la postul de radio NBC. A devenit ulterior scenarist de film.
A scris scenariul episodului „The Price of Tomatoes” (1961) al serialului de televiziune The Dick Powell Show, care a fost nominalizat la un premiu Emmy pentru cel mai bun scenariu și i-a adus actorului Peter Falk un premiu Emmy pentru cea mai bună interpretare.
A murit la 13 noiembrie 2004 și i-au supraviețuit soția sa, Emily, cu care era căsătorit de 53 de ani, trei copii și trei nepoți.

## Filmografie selectivă
- The Lady Wants Mink (1953)
- War Paint (1953)
- Beachhead (1954)
- The Yellow Tomahawk (1954)
- Shield for Murder (1954)
- Three Hours to Kill (1954)
- Bengal Brigade (1954)
- The Looters (1955)
- The Private War of Major Benson (1955)
- Female on the Beach (1955)
- Congo Crossing (1956)
- The King and Four Queens (1956)
- Istanbul (1957)
- The Fuzzy Pink Nightgown (1957)
- Outlaw's Son (1957)
- Tarawa Beachhead (1958)
- The Trap (1959)
- The Dick Powell Show
- Della (1964)
- The Art of Love (1965)
- The Trials of O'Brien
- Fear No Evil (1969)
- Ritual of Evil (1970)
- Hitched (1971)
- Lock, Stock and Barrel (1971)
- Banyon (1971)
- Skin Game (1971) - poveste
- Juggernaut (1974)
- The Lives of Jenny Dolan (1975)
- Mrs. Columbo (1979–1980) - creator
- Harry's Hong Kong (1987)
- Columbo (1989)